# Lawrence C. Windom
Lawrence C. Windom (Lancaster, 5 ottobre 1872 – Columbus, 14 novembre 1957) è stato un regista statunitense del cinema muto.

## Biografia
Il nome di Lawrence C. Windom oggigiorno è praticamente dimenticato. Regista di sessantasei film, iniziò la sua carriera a teatro, per passare nel 1915 al cinema con la Essanay, una casa di produzione di Chicago fondata qualche anno prima da Gilbert M. 'Broncho Billy' Anderson. Nel 1918, firmò un contratto con la World Film.

## Filmografia
- The Great Deceit – cortometraggio (1915)
- The Spider – cortometraggio (1915)
- The Destroyer – cortometraggio (1915)
- On the Little Mill Trace – cortometraggio (1915)
- The Papered Door – cortometraggio (1915)
- Brought Home – cortometraggio (1915)
- The Discard (1916)
- Her Naked Soul – cortometraggio (1916)
- The Promise Land – cortometraggio (1916)
- A Little Volunteer – cortometraggio (1916)
- Lost, Twenty-Four Hours – cortometraggio (1916)
- Borrowed Sunshine – cortometraggio (1916)
- The Border Line – cortometraggio (1916)
- What Would You Do? – cortometraggio (1917)
- A Four Cent Courtship – cortometraggio (1917)
- Efficiency Edgar's Courtship (1917)
- Fools for Luck (1917)
- Two-Bit Seats (1917)
- The Small Town Guy (1917)
- Uneasy Money (1918)
- Ruggles of Red Gap (1918)
- A Pair of Sixes (1918)
- The Power and the Glory (1918)
- The Grey Parasol (1918)
- Appearance of Evil (1918)
- It's a Bear (1919)
- Taxi (1919)
- Upside Down (1919)
- Wanted: A Husband (1919)
- Human Collateral (1920)
- The Very Idea (1920)
- Nothing But Lies (1920)
- The Truth (1920)
- Headin' Home (1920)
- The Girl with the Jazz Heart (1921)
- Solomon in Society (1922)
- The Truth About Wives (1923)
- Modern Matrimony (1923)
- Modern Marriage, co-regia di Victor Heerman (1923)
- Sinner or Saint
- Flying Fists (1924)
- Their Second Honeymoon – cortometraggio (1927)
- King Harold – cortometraggio (1927)
- Faithless Lover (1928)
- Enemies of the Law (1931)